# Graves Supérieurs
Graves supérieurs es un vino blanco generoso con denominación de origen de la región vinícola de Burdeos. Un vino "Graves Supérieur" debe elaborarse, como el resto de los "Graves", en el territorio de las comunas de Bègles, Talence, Pessac, Villenave-d'Ornon, Canéjan, Cestas, Illac, Gradignan, Martignas, Mérignac, la Brède, Ayguemortes-les-Graves, Beautiran, Cabanac-Villagrains, Cadaujac, Castres-Gironde, Isle–Saint-Georges, Léognan, Martillac, Saint-Médard-d'Eyrans, Saint-Morillon, Saint-Selve, Saucats, Podensac, Arbanats, Budos, Cérons, Guillos, Illats, Landiras, Portets, Pujols-sur-Ciron, Saint-Michel-de-Rieufret, Virelade, Eysines, Toulenne, Langon, Saint-Pierre-de-Mons, Roaillan, Mazères, Léogeats, Saint-Pardon y le Haillan.
Las variedades autorizadas son para el vino blanco de Graves son: semillón, sauvignon y muscadelle. Las dos primeras son las dos grandes variedades de ensamblaje de estos vinos. Son la forma generosa de la denominación Graves, exigiéndose un rendimiento máximo de 40 hectolitros por hectárea. La superficie declarada es de 425 hectáreas, con una producción media anual de 16.900 hectolitros.